# Eishockey-Regionalliga 2010/11
Die Regionalliga war in der Saison 2010/11 die vierthöchste Ligenstufe im deutschen Eishockey unter der Eishockey-Oberliga. Ausgespielt wurden die Regionalligen Nord, West, und Süd-West sowie diesen gleichgestellt die Bayernliga. Im Osten wurde keine Regionalliga ausgespielt, die Sachsenliga umfasst jedoch Mannschaften aus dem gesamten Bereich Ost.

## Regionalliga Nord

### Teilnehmer
Die Zusammensetzung der Regionalliga Nord entspricht im Wesentlichen der Zusammensetzung der ehemaligen Verbandsliga Nord in der Vorsaison.
- REV Bremerhaven
- Hamburger SV 1b
- TuS Harsefeld Tigers
- Bremer EC Pirates
- Altonaer SV Hamburg
- SC Langenhagen Jets
- EHC Timmendorfer Strand 06 1b

### Modus
Die Liga spielt eine Einfachrunde von Anfang September bis Mitte März. Der Meister der Regionalliga kann den Letztplatzierten der Oberliga Nord zu einem Aufstiegsduell herausfordern. Dieses wird in Hin- und Rückspiel ausgetragen, der Sieger steigt in die Oberliga auf bzw. verbleibt in dieser. Verzichtet der Meister, geht das Recht zur Herausforderung an den Vizemeister über.

### Hauptrunde
|    | Mannschaft                    | Sp | S3 | S2 | N1 | N0 | Pkte | T   | GT  |
| -- | ----------------------------- | -- | -- | -- | -- | -- | ---- | --- | --- |
| 1. | REV Bremerhaven               | 12 | 11 | 0  | 0  | 01 | 33   | 122 | 031 |
| 2. | Hamburger SV 1b               | 12 | 09 | 0  | 0  | 03 | 27   | 074 | 038 |
| 3. | Altonaer SV Hamburg           | 12 | 07 | 0  | 0  | 05 | 21   | 056 | 062 |
| 4. | Bremer EC Pirates             | 12 | 05 | 0  | 0  | 07 | 15   | 061 | 067 |
| 5. | EHC Timmendorfer Strand 06 1b | 12 | 04 | 0  | 1  | 07 | 13   | 045 | 093 |
| 6. | TuS Harsefeld Tigers          | 12 | 03 | 1  | 0  | 08 | 11   | 061 | 052 |
| 7. | SC Langenhagen Jets           | 12 | 02 | 0  | 0  | 10 | 06   | 034 | 110 |

Abkürzungen: Sp = Spiele, S3 = Siege, S2 = Siege nach Verlängerung oder Penaltyschießen,  N1 = Niederlagen nach Verlängerung oder Penaltyschießen, N0 = Niederlagen,  T = Tore und GT = Gegentore.

Quelle: LEV Niedersachsen

## Regionalliga West
Die Regionalliga West wird vom Landeseissportverband Nordrhein-Westfalen für Mannschaften der Bundesländer Nordrhein-Westfalen, Hessen, Rheinland-Pfalz und Saarland veranstaltet.

### Teilnehmer
An der Liga nehmen diejenigen Regionalligaclubs des Vorjahrs teil, welche nicht für die neu gebildete Oberliga West gemeldet haben, dazu kommen drei Clubs aus der bisherigen Verbandsliga NRW sowie der RSC Darmstadt als Meister der Hessenliga.
- EHC Neuwied
- EHC Troisdorf
- RSC Darmstadt (N)
- Herforder EV (N)
- Löwen Frankfurt (ehemals Young Lions Frankfurt)
- EHC Netphen ’08 (N)
- Iserlohner EC (N)

### Modus
Die Liga spielt von Oktober 2010 bis Februar 2011 eine Doppelrunde. Die ersten drei nach der Doppelrunde qualifizieren sich für eine Relegationsrunde mit den letzten fünf Mannschaften der Oberliga West. Die letzten vier Mannschaften spielen in Play-downs einen Absteiger in die entsprechende Landesliga aus. Aufstiegsberechtigt in die Regionalliga sind die Meister der NRW-Liga, der Hessenliga und der Regionalliga Rheinland-Pfalz.

### Abschlusstabelle der Hauptrunde
|    | Mannschaft               | Sp | S3 | S2 | N1 | N0 | Pkte | T   | GT  |
| -- | ------------------------ | -- | -- | -- | -- | -- | ---- | --- | --- |
| 1. | Löwen Frankfurt          | 24 | 19 | 2  | 2  | 01 | 63   | 143 | 059 |
| 2. | EHC Troisdorf Dynamite   | 24 | 15 | 3  | 3  | 03 | 54   | 128 | 061 |
| 3. | EHC Netphen 08           | 24 | 11 | 2  | 2  | 09 | 39   | 113 | 099 |
| 4. | Herforder EV             | 24 | 09 | 5  | 2  | 08 | 39   | 114 | 102 |
| 5. | EHC Neuwied              | 24 | 07 | 1  | 1  | 15 | 24   | 092 | 127 |
| 6. | RSC Darmstadt Crocodiles | 24 | 05 | 2  | 2  | 15 | 21   | 100 | 166 |
| 7. | Iserlohner EC            | 24 | 02 | 1  | 4  | 17 | 12   | 060 | 136 |

Abkürzungen: Sp = Spiele, S3 = Siege, S2 = Siege nach Verlängerung oder Penaltyschießen,  N1 = Niederlagen nach Verlängerung oder Penaltyschießen, N0 = Niederlagen,  T = Tore und GT = Gegentore.

### Aufstiegsrunde zur Oberliga West
Die Aufstiegsrunde zur Oberliga West erfolgte in zwei Gruppen zu je vier Vereinen. Die jeweils ersten drei Teams sind sportlich für die Oberliga West Qualifiziert. Nach Abschluss der einfachen Runde spielten alle Teams noch Platzierungsspiele, so z. B. der erste der Gruppe A und der erste der Gruppe B in einem Hin- und Rückspiel den 1. Platz  der Aufstiegsrunde aus.

#### Gruppe A
- 5. Oberliga West = Herner EV 2007
- 8. Oberliga West = Neusser EV
- 9. Oberliga West = JEC Königsborn Bulldogs
- 2. Regionalliga West = EHC Troisdorf

|    | Mannschaft              | Sp | S3 | S2 | N1 | N0 | Pkte | T  | GT |
| -- | ----------------------- | -- | -- | -- | -- | -- | ---- | -- | -- |
| 1. | Herner EV 2007          | 6  | 5  | 1  | 0  | 0  | 17   | 37 | 15 |
| 2. | Neusser EV              | 6  | 4  | 0  | 1  | 1  | 13   | 25 | 16 |
| 3. | JEC Königsborn Bulldogs | 6  | 1  | 1  | 0  | 4  | 05   | 20 | 20 |
| 4. | EHC Troisdorf Dynamite  | 6  | 0  | 0  | 1  | 5  | 01   | 10 | 42 |

Abkürzungen: Sp = Spiele, S3 = Siege, S2 = Siege nach Verlängerung oder Penaltyschießen,  N1 = Niederlagen nach Verlängerung oder Penaltyschießen, N0 = Niederlagen,  T = Tore und GT = Gegentore.
Die Oberliga Clubs konnten sportlich die Klasse halten, der EHC Troisdorf Dynamite verbleibt in der Regionalliga West.

#### Gruppe B
- 6. Oberliga West = Ratinger Ice Aliens '97
- 7. Oberliga West = Lippe Hockey Hamm
- 1. Regionalliga West = Löwen Frankfurt
- 3. Regionalliga West = EHC Netphen

|    | Mannschaft              | Sp | S3 | S2 | N1 | N0 | Pkte | T  | GT |
| -- | ----------------------- | -- | -- | -- | -- | -- | ---- | -- | -- |
| 1. | Ratinger Ice Aliens '97 | 6  | 3  | 1  | 1  | 1  | 12   | 35 | 18 |
| 2. | Löwen Frankfurt         | 6  | 3  | 1  | 0  | 2  | 11   | 33 | 23 |
| 3. | Lippe Hockey Hamm       | 6  | 3  | 0  | 0  | 3  | 09   | 25 | 24 |
| 4. | EHC Netphen '08         | 6  | 1  | 0  | 1  | 4  | 04   | 16 | 44 |

Abkürzungen: Sp = Spiele, S3 = Siege, S2 = Siege nach Verlängerung oder Penaltyschießen,  N1 = Niederlagen nach Verlängerung oder Penaltyschießen, N0 = Niederlagen,  T = Tore und GT = Gegentore.
Die Löwen Frankfurt sind somit sportlich für die Oberliga West qualifiziert. Alle Oberliga-Vereine konnten sportlich die Klasse halten und der EHC Netphen '08 verbleibt in der Regionalliga West.

### Platzierungsspiele
Spiele um Platz 1:
- Ratinger Ice Aliens 97 – Herner EV 2007    9 : 4
- Herner EV 2007 – Ratinger Ice Aliens 97    10: 3

Platz 1: Herner EV 2007  (Torverhältnis)
Spiele um Platz 3:
- Neusser EV – Löwen Frankfurt 1 : 4
- Löwen Frankfurt – Neusser EV 3 : 5

Platz 3: Young Lions Frankfurt (Torverhältnis)
Spiele um Platz 5:
- Königsborner JEC – Lippe-Hockey-Hamm    4 : 3     n. P.
- Lippe-Hockey-Hamm – Königsborner JEC    6 : 3

Platz 5 : Lippe Hockey Hamm
Spiele um Platz 7:
- EHC Netphen 08 – EHC Troisdorf 4 : 7
- EHC Troisdorf – EHC Netphen 08    7 : 1

Platz 7: EHC Troisdorf

#### Abschlussplatzierungen nach Aufstiegsrunde
|    | Mannschaft              |
| -- | ----------------------- |
| 1. | Herner EV 2007          |
| 2. | Ratinger Ice Aliens '97 |
| 3. | Löwen Frankfurt         |
| 4. | Neusser EV              |
| 5. | Lippe Hockey Hamm       |
| 6. | Königsborner JEC        |
| 7. | EHC Troisdorf           |
| 8. | EHC Netphen '08         |

## Sachsenliga
In der Sachsenliga spielen acht Mannschaften. Neu sind der EHC Erfurt, der aus der Thüringenliga in die Sachsenliga wechselte und der ETC Crimmitschau 1b. Die Liga spielt eine Einfachrunde, gefolgt von einer Play-off-Runde der besten vier Mannschaften.

### Teilnehmer
- SV RW Bad Muskau
- ESC 2007 Berlin
- FASS Berlin Junioren
- EHV Dresden Devils
- SV Fortuna Leipzig 02
- EHC Erfurt 1b (bisher Thüringenliga)
- ETC Crimmitschau Junioren (neu)
- ESC Dresden Amateure

### Hauptrunde
|    | Mannschaft          | Sp | S3 | S2 | N1 | N0 | Pkte | T  | GT  |
| -- | ------------------- | -- | -- | -- | -- | -- | ---- | -- | --- |
| 1. | ESC Dresden 1b      | 14 | 12 | 0  | 1  | 01 | 37   | 98 | 026 |
| 2. | ESC 2007 Berlin     | 14 | 11 | 1  | 0  | 02 | 35   | 94 | 047 |
| 3. | ETC Crimmitschau 1b | 14 | 09 | 0  | 0  | 05 | 27   | 85 | 047 |
| 4. | EHC Erfurt 1b       | 14 | 08 | 0  | 0  | 06 | 24   | 48 | 039 |
| 5. | Rot-Weiß Bad Muskau | 14 | 05 | 0  | 0  | 09 | 15   | 65 | 073 |
| 6. | FASS Berlin 1b      | 14 | 05 | 0  | 0  | 09 | 15   | 54 | 075 |
| 7. | EHV Dresden Devils  | 14 | 03 | 0  | 0  | 11 | 09   | 58 | 091 |
| 8. | Fortuna Leipzig     | 14 | 02 | 0  | 0  | 12 | 06   | 14 | 118 |

Abkürzungen: Sp = Spiele, S3 = Siege, S2 = Siege nach Verlängerung oder Penaltyschießen,  N1 = Niederlagen nach Verlängerung oder Penaltyschießen, N0 = Niederlagen,  T = Tore und GT = Gegentore.

### Play-offs
Halbfinale (Modus Best-of-Three)
- ESC Dresden 1b – EHC Erfurt 1b 2-0 (4:1, 11:2)
- ETC Crimmitschau 1b – ESC 2007 Berlin 0-2 (4:5 n. P., 5:6)

Finale (Modus Best-of-Three)
- ESC Dresden 1b – ESC 2007 Berlin 0-2 (4:6, 1:6)

### Platzierungsrunde
Runde 1 (Modus Best-of-Three)
- Rot-Weiß Bad Muskau – Fortuna Leipzig 1-0 (10:1,  : )
- FASS Berlin 1b – EHV Dresden Devils 2-1 (5:4, 3:6, 7:6 n. P.)

## Regionalliga Süd/West
Die Regionalliga Süd-West wurde vom Eissport-Verband Baden-Württemberg organisiert.

### Teilnehmer
- ESC Bad Liebenzell
- EHC Freiburg 1b
- Eisbären Heilbronn
- Schwenninger ERC 1b
- EHC Zweibrücken
- Stuttgart Rebels
- Rhein-Neckar Stars

### Modus
Die Liga spielte eine Doppelrunde. Der Meister steigt direkt in die Oberliga Süd auf, bei Aufstiegsverzicht kann der Vize-Meister aufsteigen.

### Hauptrunde
|    | Mannschaft          | Sp | S3 | S2 | N1 | N0 | Pkte | T   | GT  |
| -- | ------------------- | -- | -- | -- | -- | -- | ---- | --- | --- |
| 1. | Stuttgart Rebels    | 24 | 19 | 2  | 1  | 02 | 62   | 215 | 083 |
| 2. | EHC Freiburg 1b     | 24 | 15 | 1  | 1  | 07 | 48   | 147 | 093 |
| 3. | Schwenninger ERC 1b | 24 | 13 | 3  | 2  | 06 | 47   | 156 | 117 |
| 4. | Eisbären Heilbronn  | 24 | 12 | 1  | 2  | 09 | 40   | 120 | 105 |
| 5. | Rhein-Neckar Stars  | 24 | 08 | 2  | 2  | 12 | 30   | 102 | 122 |
| 6. | EHC Zweibrücken     | 24 | 06 | 0  | 0  | 18 | 18   | 097 | 146 |
| 7. | ESC Bad Liebenzell  | 24 | 02 | 0  | 1  | 21 | 07   | 068 | 239 |

Abkürzungen: Sp = Spiele, S3 = Siege, S2 = Siege nach Verlängerung oder Penaltyschießen,  N1 = Niederlagen nach Verlängerung oder Penaltyschießen, N0 = Niederlagen,  T = Tore und GT = Gegentore.

## Bayernliga
Die Bayernliga 2010/11 wurde vom Bayerischen Eissport-Verband organisiert. Sie spielte einen Aufsteiger in die Oberliga 2011/12 und zwei Absteiger in die Landesliga Bayern aus.

### Saisonverlauf
Die Bayernliga 2010/11 war die 43. Austragung dieser Liga. Meister und Aufsteiger in die Oberliga 2011/12 wurde der TSV Erding. Absteiger in die Landesligen waren Höchstadter EC und der EV Pfronten.

### Teilnehmer
Neu in der Liga waren die Aufsteiger 1. EV Weiden und  EV Lindau sowie die Wanderers Germering und der ESV Königsbrunn als Nachrücker. Der Meister TEV Miesbach verzichtete auf den Aufstieg, stattdessen stiegen der VER Selb und der EV Regensburg in die Oberliga Süd auf.
| - TSV Erding - ESC Dorfen - EV Pfronten - ESV Buchloe | - EHC Bayreuth - ERC Sonthofen - Höchstadter EC - EC Pfaffenhofen | - ERV Schweinfurt - TSV Peißenberg - TEV Miesbach (M) - ECDC Memmingen | - EV Lindau (N) - 1. EV Weiden (N) - ESV Königsbrunn (N) - Wanderers Germering (N) |

### Modus
Die Liga spielte wie in den letzten Jahren eine Einfachrunde mit anschließender Zwischenrunde. Für die obere Zwischenrunde qualifizierten sich die ersten acht Mannschaften, die dann in zwei Gruppen jeweils zwei Teilnehmer an den Play-offs ausspielten. Halbfinale und Finale der Play-offs wurden im Best-of-Three-Modus ausgespielt. Die letzten acht Mannschaften der Vorrunde spielten in der unteren Zwischenrunde in zwei Gruppen. Die jeweils beiden Letzten jeder Gruppe spielten dann über Kreuz zwei Absteiger in die Landesliga aus.

### Hauptrunde
|     | Mannschaft                  | Sp | S3 | S2 | N1 | N0 | Pkte | T   | GT  |
| --- | --------------------------- | -- | -- | -- | -- | -- | ---- | --- | --- |
| 1.  | TSV Erding Gladiators       | 30 | 22 | 2  | 1  | 05 | 71   | 154 | 088 |
| 2.  | EHC Bayreuth                | 30 | 18 | 1  | 5  | 06 | 61   | 151 | 095 |
| 3.  | ERV Schweinfurt Mighty Dogs | 30 | 19 | 2  | 0  | 09 | 61   | 135 | 085 |
| 4.  | TEV Miesbach                | 30 | 17 | 5  | 0  | 08 | 61   | 125 | 098 |
| 5.  | ERC Sonthofen Bulls         | 30 | 19 | 1  | 0  | 10 | 59   | 124 | 088 |
| 6.  | TSV Peißenberg Eishackler   | 30 | 16 | 3  | 2  | 09 | 56   | 139 | 104 |
| 7.  | 1. EV Weiden Blue Devils    | 30 | 17 | 0  | 2  | 11 | 53   | 133 | 114 |
| 8.  | EC Pfaffenhofen Icehogs     | 30 | 15 | 2  | 3  | 10 | 52   | 142 | 126 |
| 9.  | ESV Buchloe                 | 30 | 16 | 1  | 1  | 12 | 51   | 114 | 106 |
| 10. | ECDC Memmingen Indians      | 30 | 10 | 2  | 6  | 12 | 40   | 124 | 130 |
| 11. | Höchstadter EC Alligators   | 30 | 11 | 3  | 0  | 16 | 39   | 151 | 138 |
| 12. | Wanderers Germering         | 30 | 09 | 2  | 1  | 18 | 32   | 085 | 129 |
| 13. | EV Lindau Islanders         | 30 | 09 | 1  | 2  | 18 | 31   | 110 | 138 |
| 14. | ESV Königsbrunn Pinguine    | 30 | 06 | 2  | 4  | 18 | 26   | 107 | 152 |
| 15. | ESC Dorfen                  | 30 | 07 | 1  | 1  | 21 | 24   | 090 | 143 |
| 16. | EV Pfronten Falcons         | 30 | 01 | 0  | 0  | 29 | 03   | 063 | 213 |

Abkürzungen: Sp = Spiele, S3 = Siege, S2 = Siege nach Verlängerung oder Penaltyschießen,  N1 = Niederlagen nach Verlängerung oder Penaltyschießen, N0 = Niederlagen,  T = Tore und GT = Gegentore.

### Meisterrunde

#### Gruppe A
|    | Mannschaft              | Sp | S3 | S2 | N1 | N0 | Pkte | T  | GT |
| -- | ----------------------- | -- | -- | -- | -- | -- | ---- | -- | -- |
| 1. | TSV Erding Gladiators   | 6  | 4  | 0  | 0  | 2  | 12   | 20 | 17 |
| 2. | ERC Sonthofen Bulls     | 6  | 3  | 1  | 0  | 2  | 11   | 23 | 19 |
| 3. | TEV Miesbach            | 6  | 2  | 0  | 1  | 3  | 07   | 18 | 20 |
| 4. | EC Pfaffenhofen Icehogs | 6  | 2  | 0  | 0  | 4  | 06   | 15 | 20 |

Abkürzungen: Sp = Spiele, S3 = Siege, S2 = Siege nach Verlängerung oder Penaltyschießen,  N1 = Niederlagen nach Verlängerung oder Penaltyschießen, N0 = Niederlagen,  T = Tore und GT = Gegentore.

#### Gruppe B
|    | Mannschaft                  | Sp | S3 | S2 | N1 | N0 | Pkte | T  | GT |
| -- | --------------------------- | -- | -- | -- | -- | -- | ---- | -- | -- |
| 1. | 1. EV Weiden Blue Devils    | 6  | 3  | 1  | 2  | 0  | 13   | 19 | 15 |
| 2. | ERV Schweinfurt Mighty Dogs | 6  | 2  | 2  | 0  | 2  | 10   | 29 | 18 |
| 3. | EHC Bayreuth                | 6  | 2  | 0  | 2  | 2  | 08   | 22 | 23 |
| 4. | TSV Peißenberg Eishackler   | 6  | 1  | 1  | 0  | 4  | 05   | 17 | 31 |

Abkürzungen: Sp = Spiele, S3 = Siege, S2 = Siege nach Verlängerung oder Penaltyschießen,  N1 = Niederlagen nach Verlängerung oder Penaltyschießen, N0 = Niederlagen,  T = Tore und GT = Gegentore.

### Play-offs
Halbfinale (Modus Best-of-Three)
- TSV Erding Gladiators – ERV Schweinfurt Mighty Dogs 2-1 (2:5, 7:6, 3:2 n. P.)
- 1. EV Weiden Blue Devils – ERC Sonthofen Bulls 0-2 (2:3, 2:8)

Finale (Modus Best-of-Three)
- TSV Erding Gladiators – ERC Sonthofen Bulls 1-2 (4:3, 3:5, 1:3)

Platz 3 (Hin- und Rückspiel)
- 1. EV Weiden Blue Devils – ERV Schweinfurt Mighty Dogs (5:5, 3:4 n. V.)

### Abstiegsrunde

#### Gruppe A
|    | Mannschaft          | Sp | S3 | S2 | N1 | N0 | Pkte | T  | GT |
| -- | ------------------- | -- | -- | -- | -- | -- | ---- | -- | -- |
| 1. | Wanderers Germering | 6  | 4  | 2  | 0  | 0  | 16   | 27 | 15 |
| 2. | EV Lindau Islanders | 6  | 4  | 0  | 1  | 1  | 13   | 31 | 15 |
| 3. | ESV Buchloe         | 6  | 2  | 0  | 0  | 4  | 06   | 27 | 21 |
| 4. | EV Pfronten Falcons | 6  | 0  | 0  | 1  | 5  | 01   | 13 | 47 |

Abkürzungen: Sp = Spiele, S3 = Siege, S2 = Siege nach Verlängerung oder Penaltyschießen,  N1 = Niederlagen nach Verlängerung oder Penaltyschießen, N0 = Niederlagen,  T = Tore und GT = Gegentore.

#### Gruppe B
|    | Mannschaft                | Sp | S3 | S2 | N1 | N0 | Pkte | T  | GT |
| -- | ------------------------- | -- | -- | -- | -- | -- | ---- | -- | -- |
| 1. | ESV Königsbrunn Pinguine  | 6  | 4  | 0  | 0  | 2  | 12   | 29 | 19 |
| 2. | ECDC Memmingen Indians    | 6  | 4  | 0  | 0  | 2  | 12   | 22 | 21 |
| 3. | ESC Dorfen                | 6  | 3  | 0  | 0  | 3  | 09   | 17 | 19 |
| 4. | Höchstadter EC Alligators | 6  | 1  | 0  | 0  | 5  | 03   | 14 | 23 |

Abkürzungen: Sp = Spiele, S3 = Siege, S2 = Siege nach Verlängerung oder Penaltyschießen,  N1 = Niederlagen nach Verlängerung oder Penaltyschießen, N0 = Niederlagen,  T = Tore und GT = Gegentore.

### Play-downs
Runde 1 (Modus Best of Three)
- ESV Buchloe – Höchstadter EC Alligators 2-1 (2:5, 11:3, 7:3)
- ESC Dorfen – EV Pfronten Falcons 2-0 (13:3, 4:3)

Runde 2 (Modus Best of Two)
- ESV Buchloe – ESC Dorfen (6:2, 0:5)